# جامعة طوكيو للطب وطب الأسنان
جامعة طوكيو للطب وطب الأسنان (بالإنجليزية: Tokyo Medical and Dental University)‏ هي جامعة في اليابان تأسست عام 1928.

## وصلات خارجية
- الموقع الإلكتروني